# 다투세나

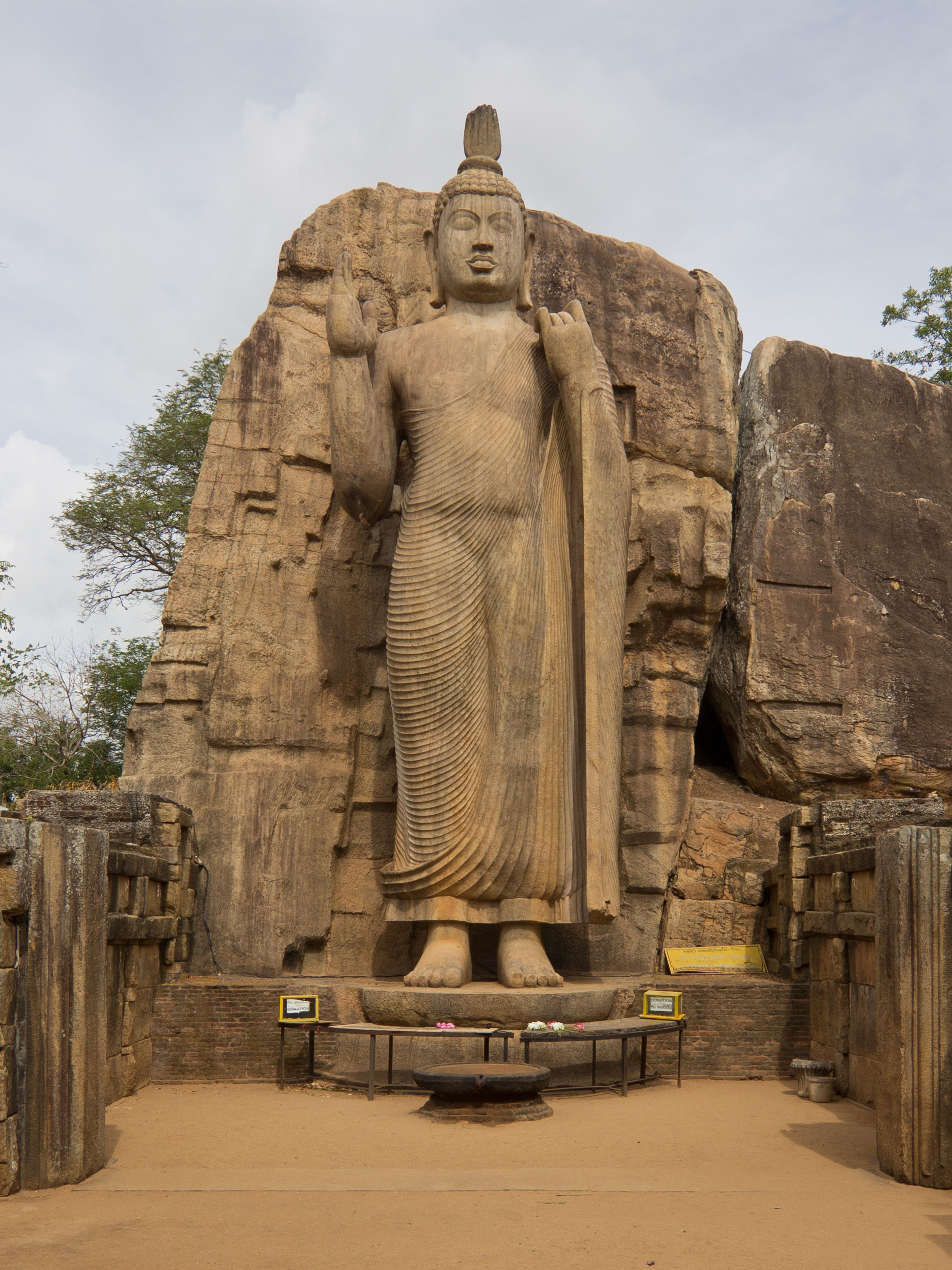
다투세나 치세에 만들어진 불상

다투세나(싱할라어: ධාතුසේන, 429년~473년)는 서기 455년부터 473년까지 아누라다푸라 왕국을 다스렸던 왕이다. 그는 모리야 왕조의 개창자였다. 일부 기록에서는 다센켈리라고도 불린다. 다투세나는 26년간의 무정부 상태 끝에 당시 스리랑카를 통치하던 드라비다 6군주를 물리치고 나라를 재통일했다. 다투세나는 농업을 발전시키기 위해 대규모 저수지와 운하를 건설했다.

## 같이 보기
- 스리랑카의 역사